# 草濫溪 (新北市)
草濫溪，位於台灣北部，屬於淡水河水系，為基隆河的支流，流域分佈於新北市汐止区西部，發源金龍國小一帶，向南流注入草濫埤（福德二路、南陽街圍繞之埤塘），出埤池後向西繞S形，於內溝溪口東南方300公尺處注入基隆河。